# Эшес

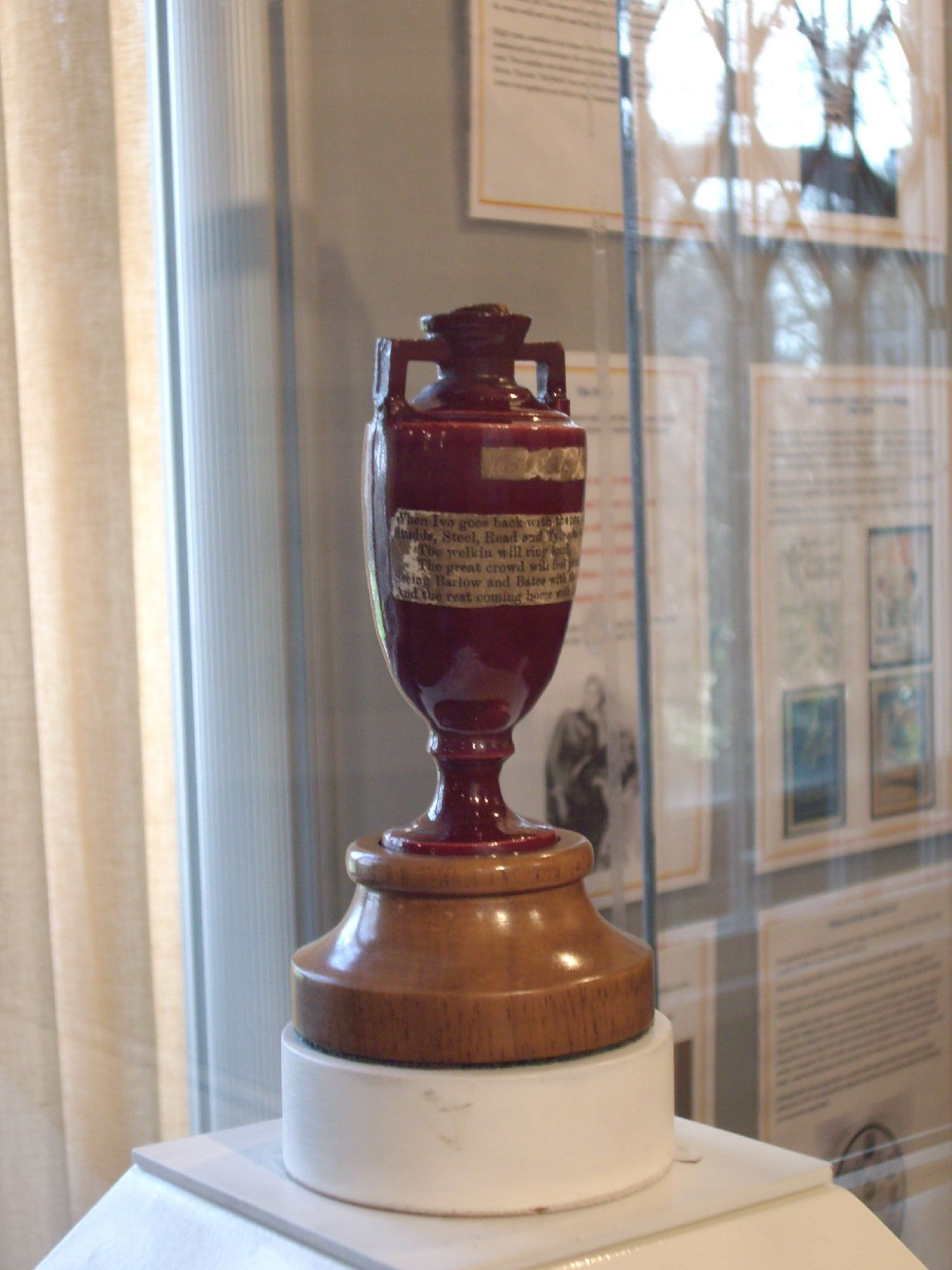
Терракотовая урна The Ashes примерно 15 сантиметров высотой. Считают, что урна содержит пепел от деревянной перемычки бейл

Эшес (англ. The Ashes, «прах, пепел») — условный приз в тестовом крикете, разыгрываемый между командами Англии и Австралии. Считается, что призом владеет команда, победившая в последней серии игр. Если серия завершилась вничью, приз сохраняет команда, победившая в предыдущей серии.
Название приза происходит от сатирического некролога, опубликованного в Британской газете The Sporting Times непосредственно после первой победы команды Австралии на английской земле в 1882 году. В некрологе говорилось о том, что «английский крикет умер, тело будет кремировано и прах перевезён в Австралию». Этот мифический прах мгновенно стал ассоциироваться с серией 1882-83 годов, игравшейся в Австралии. Капитан английской команды Айво Блай (Ivo Bligh) поклялся «вернуть этот прах», а английская пресса назвала будущую серию игр туром возвращения праха.
После победы английской команды в двух из трёх тестов, группа мельбурнских женщин преподнесла в подарок Айво Блаю маленькую серебряную урну. Одной из этих женщин была Флоренс Морфи, которая вскоре вышла замуж за Блая. Считают, что урна содержит пепел от деревянной перекладинки бэйл, который шутливо зовут «прахом австралийского крикета». После смерти мужа в 1927 году Флоренс Блай подарила маленькую терракотовую урну Мерилебонскому крикетному клубу. Доподлинно неизвестно, является ли эта урна именно той урной, которую преподнесли Блаю в Мельбурне в 1882 году.

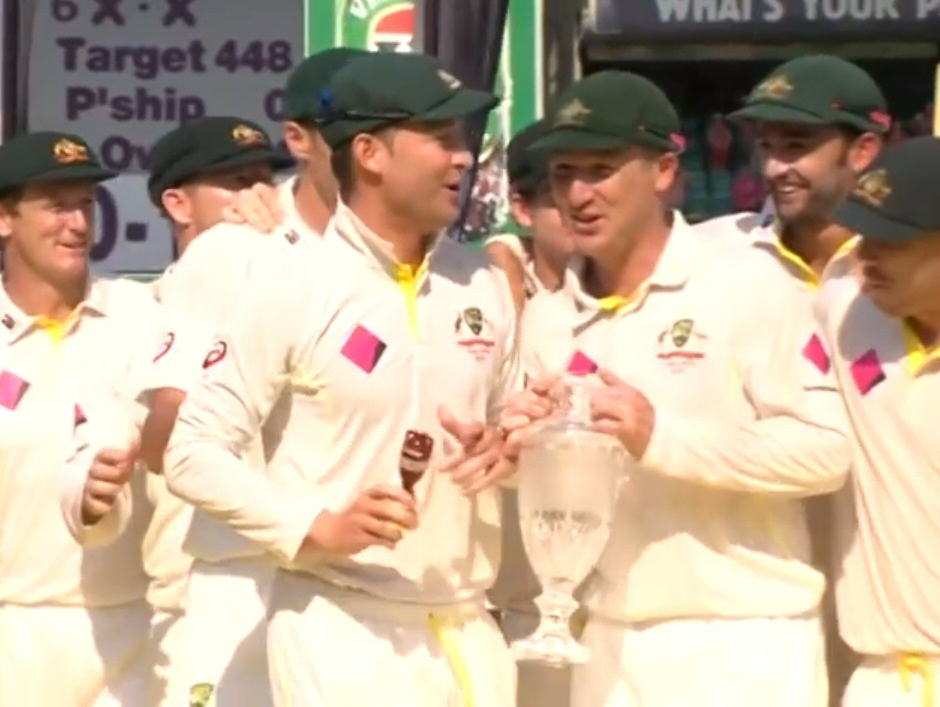
Презентация после окончания серии 2013-14 годов. Капитан команды Австралии Майкл Кларк держит копию урны «Эшес», уикеткипер Брэд Хаддин — трофей Waterford Crystal

Будучи личным подарком Блаю, урна никогда не была официальным трофеем турнира. Однако команды-победительницы неоднократно поднимали в воздух её копию как символ своей победы в серии. Начиная с серии 1998-99 годов хрустальная урна компании Waterford Crystal вручается команде, одержавшей победу в серии как официальный трофей.
Независимо от того, какая команда владеет трофеем в настоящий момент, урна никогда не покидает музея Мерилебонского крикетного клуба, но дважды она была отвезена в Австралию: во время празднования двухсотлетия Австралии в 1988 году и во время серии тестов 2006-07 годов.
Традиционно серии состоят из пяти тестов и проводятся каждые два года, команды поочерёдно принимают друг друга. По состоянию на январь 2022 года, команда Австралии одержала победу 34 раза, команда Англии — 32, в шести случаях серии завершились вничью.

## 1882, начало

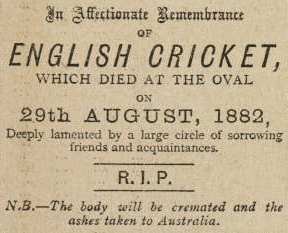
Некролог, напечатанный в The Sporting Times. «Английский крикет умер 29 августа 1882 года»

Первый тест матч между Австралией и Англией был сыгран в 1877 году, но легендарная серия Эшес стартовала позже, только после девятого теста 1882 года, когда команда Австралии сыграла всего один тест на стадионе Oval в Лондоне. Игра происходила на «тяжёлом» поле, команды набрали мало ранов: австралийская команда — всего 63 в первом иннингсе, команда Англии — 101. Во втором иннингсе благодаря прекрасной игре Хью Мэйсси, набравшего 55 ранов от 60 подач, австралийская команда набрала 122 рана. Таким образом, англичанам нужно было набрать для победы всего 85 ранов. Австралийцы были разочарованы исходом своего второго иннингса, но их боулер Фред Споффорт, подхлёстнутый игрой англичан на грани фола, отказался сдаваться. «Это может быть осуществлено!»- заявил он. Споффорт разрушил английскую команду, взяв 5 калиток всего за 2 рана. Когда Тед Пити, последний английский бэтсмен, вышел на поле, англичанам нужно было всего 10 ранов для победы, но Пити смог осилить всего 2 и был выведен из игры боулером Харри Бойлом. Поражённые зрители застыли в безмолвии, они считали невероятным, что Англия может проиграть своей колонии. Когда они наконец пришли в себя, они выбежали на поле и громко приветствуя Бойла и Споффорта, отвели их на главную трибуну стадиона — павильон.
Когда Пити тоже вернулся в павильон, капитан английской команды сделал ему выговор за то, что он взял игру на себя и не дал сыграть своему партнёру Чарльзу Стадду, одному из лучших английских бэтсменов, который в том сезоне уже дважды набрал по сто ранов в играх с колониями. Пити шутливо ответил: «Я не был уверен в мистере Стадде, сэр, я подумал, что лучше я сделаю всё возможное».
Это знаменательное поражение имело большой резонанс в британской прессе. 9 сентября в журнале Punch появилось стихотворение с упоминанием о Демоне из страны кенгуру, а 2 сентября в The Sporting Times появился знаменитый некролог.

## Урна

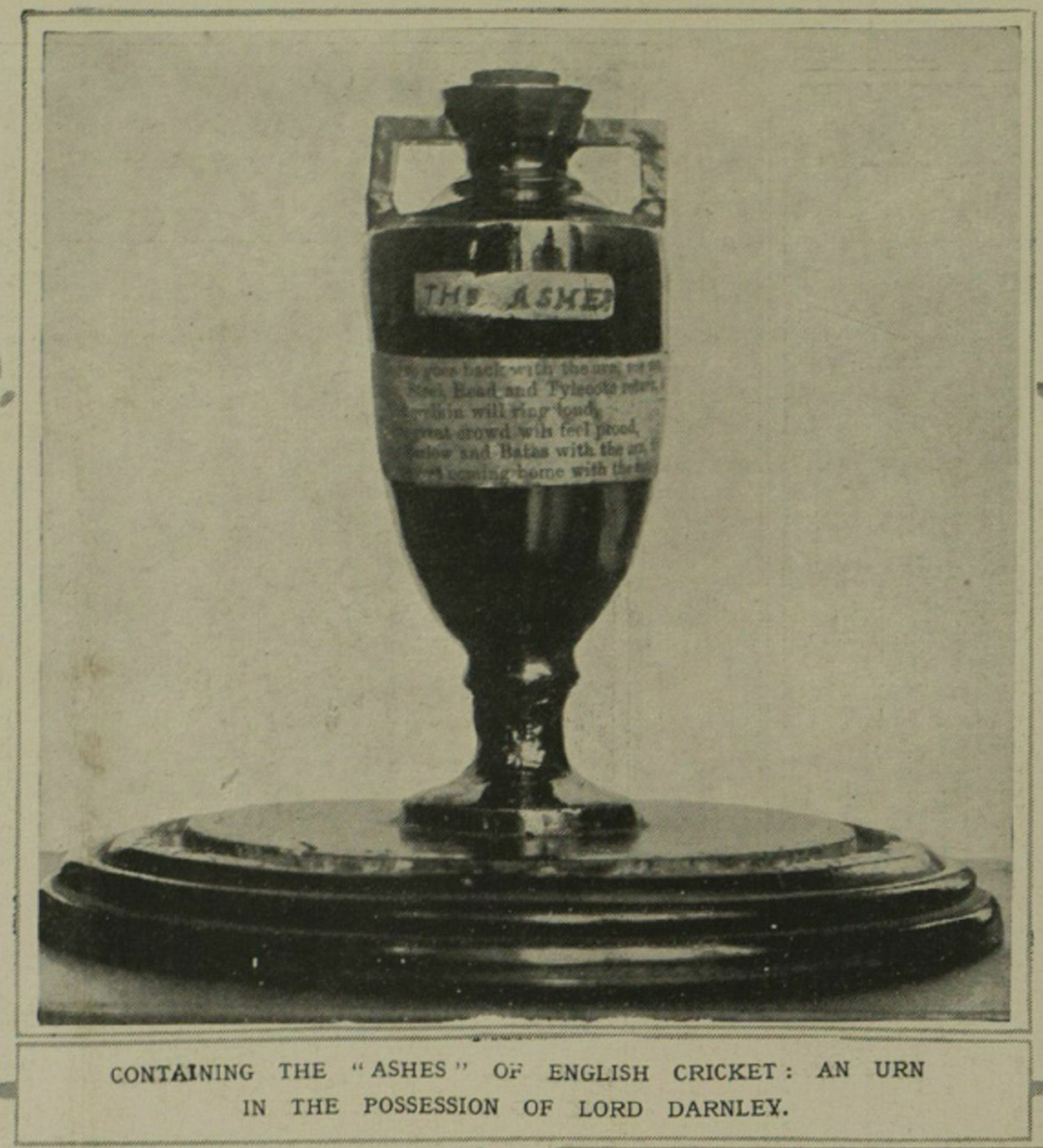
Самое первое фото урны «Эшес» из Illustrated London News, 1921 г. Надпись под фото: «Содержит „прах“ английского крикета, находится во владении лорда Дарнли»

Прошло немало времени, прежде чем серии игр между Австралией и Англией получили своё нынешнее название «Эшес», ещё долго не существовало идеи вручения приза победившей команде. Вот какой стишок был напечатан в ежегоднике The Cricketers Annual в 1925 году:
«Вот тост за Чепмена, Хендрена и Хоббса,
Гиллигана, Вулли и Хёрна:
Могут ли они вернуть на родину
Прах, у которого нет урны?»
Тем не менее, было сделано несколько попыток воплотить Эшес в какой-нибудь реальный трофей. Так, например, в 1904 г. приз был вручён капитану английской команды сэру П. Ф. Уорнеру, в 1909 г. — капитану австралийцев М. А. Ноблу, а в 1934 г. — другому капитану команды Австралии Биллу Вудфуллу.
Старейший, самый известный приз был вручён Блаю, позднее лорду Дарнли, во время тура 1882-83 годов. Точное происхождение урны неизвестно и является вопросом полемики. Согласно утверждению самого Дарнли в 1894 году, считается, что группа женщин Виктории, включавшая будущую жену Дарнли Флоренс Морфи, вручила урну после победы в третьем тесте в 1883 году.
Более поздние исследователи, в частности Роналд Уиллс и Джой Маннс, детально изучили тур и пришли к заключению, что презентация произошла после приватного теста, который игрался во время Рождества 1882 года, когда английская команда гостила у сэра Уильяма Кларка в его имении «Рупертсвуд» в Санбёри, штат Виктория. Это произошло ещё до основных матчей серии. Основные доказательства этой теории были предоставлены потомками Кларка.
В августе 1926 г. Айво Блай, тогда уже лорд Дарнли, выставил урну «Эшес» на выставке декоративного искусства, проводимой газетой Morning Post в Сентрал Холл Вестминстер. Он сделал следующее заявление о том, как он получил урну
«Когда осенью Английская команда XI поехала в Австралию, много говорилось о том, что они поехали туда чтоб „заполучить“ прах. Англия выиграла два из трёх тестов, игравшихся против Австралийской XI. После третьего матча группа мельбурнских леди поместила немного пепла в маленькую урну и подарила её мне как капитану команды Англии».